# Fortuna Colonia
El Fortuna Colonia (en alemán y oficialmente: Sport-Club Fortuna Köln e.V.) es un club de fútbol alemán de la ciudad de Colonia. Fue fundado en 1948 y juega en la Regionalliga West.

## Palmarés
- DFB-Pokal: 0
  - Finalista: 1

1983
- Regionalliga West: 1

2013/14
- Verbandsliga Mittelrhein: 1

2008

## Datos del club
- Temporadas en 1ª: 1
- Temporadas en 2ª: 26